# Hoplia ochracea
Hoplia ochracea är en skalbaggsart som beskrevs av Hermann Burmeister 1844. Hoplia ochracea ingår i släktet Hoplia och familjen Melolonthidae. Inga underarter finns listade i Catalogue of Life.